# Christophe Andrade Brites
Pour les articles homonymes, voir Andrade et Brites.
Christophe Andrade Brites, né le 8 juin 2007, est un footballeur international luxembourgeois qui évolue au poste d'ailier droit au F91 Dudelange.

## Biographie

### Carrière en club
Né au Luxembourg dans une famille d'origine portugaise, Christophe Andrade Brites est formé au F91 Dudelange, rejoignant le club de championnat du Luxembourg à l'âge de 8 ans en 2015,. À 17 ans, il attire déjà l'attention de la sélection luxembourgeoise, alors qu'il a à peine commencé à s’entraîner avec le groupe professionnel du club de Dudelange.

### Carrière en sélection
Après s'être illustré en équipes de jeunes luxembourgeoises notamment sous les ordres de  Mario Mutsch,, Christophe Andrade Brites est convoqué pour la première fois avec l'équipe nationale du Luxembourg en août 2024,,. Il honore sa première sélection le 5 septembre 2024, lors d'un match de Ligue des nations contre l'Irlande du Nord, qui se termine par une défaite 2-0,,.